# Xylotrechus wauthieri
Xylotrechus wauthieri là một loài bọ cánh cứng trong họ Cerambycidae.